# ایوان چرینکو
ایوان ایوانوویچ چرینکو (Черінько Іван Іванович  (اوکراینی)، ۱۹۰۸–۱۹۴۸ م) هنرمندی اوکراینی است. او بعد از بازدید از شهر عشق آباد آنجا را زیبا و دلنشین یافت و تصمیم گرفت تا به ترکمنستان نقل مکان کند. چرینکو از هنرمندان روسی آموزش دیده بود که به ترکمنستان آمد و با الهام از طبیعت و فرهنگ جمهوری خلق آثار هنری تولید کرد. وی اتحادیه هنرمندان ترکمنستان را در دهه ۱۹۳۰ م. تأسیس کرد و از بنیانگذاران مدرسه هنری اش. روستاولی بود. در سال ۱۹۴۵م. نام او به عنوان یک کارگر هنری افتخاری در جمهوری سوسیالیستی شوروی ترکمنستان (ترکمن اس اس آر، ۱۹۲۵–۱۹۹۱) ثبت شد.

## دوران جوانی و تحصیلات
چرینکو در ۲۲ ژوئیه ۱۹۰۸ میلادی در روستای دنگی، که اکنون منطقه زولوتونوشا در استان چرکاسی در اوکراین مرکزی است، متولد شد. وی از سال ۱۹۲۶ تا ۱۹۳۱ میلادی، در مؤسسه هنری کیف تحت نظر دکتر برنشتین و بی‌اف یوتس هنر را فرا گرفت.

## حرفه و شغل
او از نسل هنرمندان روسی بود که هنر را تحت نظر استادان روسی و در مدرسه هنری روسیه فراگرفت و در دهه ۱۹۳۰ به ترکمنستان مهاجرت کرد. آنها هنر سنتی ترکمنی را با استفاده از ترکیب رنگهای هنر بومی و آموخته‌هایشان در مدارس هنری روسیه پابرجا کردند. آثاری از چورینکو در سال ۱۹۳۴ م. در نمایشگاهی به نمایش درآمد و از نمونه‌های برجستهٔ نقاشی ترکمن به‌شمار می‌روند. چرینکو فرهنگ و جزییات زندگی مردم ترکمن را مورد مطالعه قرار می‌داد و به دنبال ماهیت طبیعی آنها در زندگی درونی شان بود. پرتره‌ها، منظره‌ها و ترکیب بندی‌های تاریخی او، بازتابی از جذابیت و فرهنگ این کشور بود. او پرتره‌های سفارش‌دهنده نورجمال ارساریوا و هنرمند ملی کشور، آلتی کارلیف را نقاشی کرد. نقاشی‌های او به نام‌های اسمیتی (۱۹۲۸)، بی: قدرت‌هایی که می‌باشند (۱۹۴۰)، سواراکاران جسور (۱۹۴۴–۱۹۴۶)، و بهار در باگیر (۱۹۴۷) منعکس‌کننده دگرگونی‌های اجتماعی است که ترکمنستان در دوره شوروی در نیمه اول قرن بیستم تجربه کرد. آثار او در مجموعه‌های هنری موزه هنرهای زیبای ترکمنستان دیده می‌شود. در سال ۱۹۴۵م. او به عنوان یک کارگر هنری افتخاری ترکمن اس اس آر تبدیل شد.
چرینکو اتحادیه هنرمندان ترکمنستان را در دهه ۱۹۳۰ میلادی تأسیس کرد، این درحالی بود که هنرهای زیبا در کشور ترکمنستان شتابان در حال پیشروی بود. او در سال ۱۹۳۸ و از ۱۹۴۵ تا ۱۹۴۸ ریاست هیئت اداری اتحادیه را بر عهده داشت. او خود را در میان دانش آموزان، فارغ التحصیلان و معلمان مدرسه هنرهای شوک شرقی تثبیت و پابرجا کرد و مدرسه ای هنری به نام شوتا روستاولی را در عشق آباد تأسیس کرد. از ۱۹۳۳ تا ۱۹۳۶ و مجدداً از ۱۹۳۸ تا ۱۹۴۰ در مدرسه هنری ش. روستاولی، روش واقع گرایی سوسیالیستی را ترویج کرد.

## زندگی شخصی
چرینکو با یک دوست و دانشجو با نام یوگنیا آداموا (۱۹۱۳–۱۹۹۱) ازدواج کرد. او در لیونی در منطقه اوریول روسیه به دنیا آمد و در سال ۱۹۳۲ میلادی به همراه والدینش به ترکمنستان نقل مکان کرده بودند. او در ششم اکتبر ۱۹۴۸ در عشق آباد در جریان زلزله ۱۹۴۸ عشق آباد، که بین ده هزار تا صدهزار نفر کشته شد بودند، درگذشت.